# Inversnaid

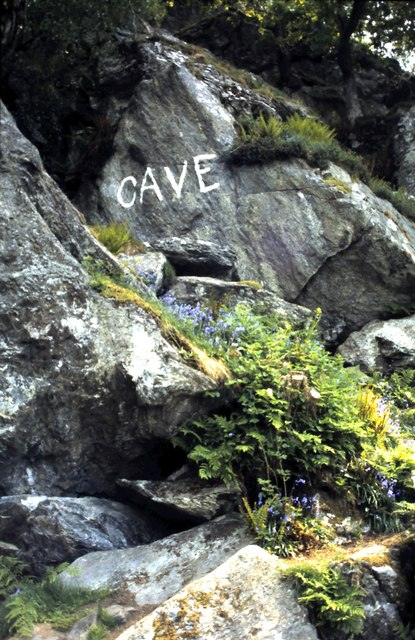
La caverne de Rob Roy

Inversnaid (en gaélique écossais Inbhir Snàthaid) est une petite communauté rurale sur la rive est du Loch Lomond en Écosse, près de l’extrémité nord du loch. Elle dispose d’une jetée et d’un hôtel, et le West Highland Way traverse la région. Un petit ferry de passagers va d’Inversnaid à Inveruglas sur la rive opposée du loch, et aussi à Tarbet. Il y a un ferry saisonnier qui opère également entre Ardlui et Ardleish, qui est à distance de marche d’Inversnaid. Pour atteindre Inversnaid par la route cela implique un itinéraire de 15 miles (24 kilomètres) d’Aberfoyle. À proximité se trouve une cachette présumée de Rob Roy MacGregor, connue sous le nom de Rob Roy’s Cave. La grotte est difficile d’accès, et est mieux vue depuis le Loch Lomond, car il y a de la peinture blanche indiquant l’emplacement de la cachette.

## Hôtel Inversnaid
L’Hôtel Inversnaid est situé sur les rives du Loch Lomond, à côté des chutes Arklet et sur le West Highland Way. L’hôtel a été construit en 1790 pour le duc de Montrose comme pavillon de chasse. Son café est visité par des randonneurs sur le West Highland Way. L’hôtel a eu de nombreux clients de marque, y compris la reine Victoria.

## Inversnaid Bunkhouse
L'Inversnaid Bunkhouse (en français : dortoir d’Inversnaid) est une auberge avec des installations de restauration, située à 1 km de la West Highland Way et du Loch Lomond. L’auberge a été convertie dans sa configuration actuelle dans les années 1990 à partir du bâtiment de l’église d’origine, l’église paroissiale St. Kentigerna, comme un centre de plein air pour la Boys' Brigade. Les vitraux d’origine sont exposés dans le restaurant à l’étage supérieur.

## Garrison Farm
La garnison historique d’Inversnaid, qui a été établie par le duc de Montrose à l’époque de Rob Roy MacGregor, est maintenant une ferme en activité. Elle offre également un hébergement Bed and Breakfast, toute l’année.

## Réserve RSPB
Alors que la majeure partie de la campagne environnante fait partie du parc national du Loch Lomond et des Trossachs, et est également sous la gérance du Woodland Trust, une grande partie de la colline et du côté du loch, dans et autour d’Inversnaid, en particulier sur le côté nord, a été donnée à une réserve naturelle ouverte établie et entretenue par la Royal Society for the Protection of Birds.

## École
Comme elle n’avait que deux élèves, l’école primaire d'Inversnaid a fait les manchettes des journaux en 2010, lorsqu’il a été estimé qu’elle coûtait 54 000 £ par élève, ce qui en faisait l’école primaire la plus chère du Royaume-Uni par habitant. L’année suivante, l’école a été fermée et le bâtiment mis en vente par le conseil de Stirling .